# 20517 Джудікрістал
20517 Джудікрістал (20517 Judycrystal) — астероїд головного поясу, відкритий 11 вересня 1999 року.
Тіссеранів параметр щодо Юпітера — 3,293.